# Rupture sino-soviétique
La rupture sino-soviétique est une période de dégradation des relations, puis de fortes tensions entre l’Union soviétique et la république populaire de Chine de la fin des années 1950 aux années 1980, et dont le paroxysme est marqué par les incidents frontaliers de 1969. La rupture eut pour conséquence une scission au sein du mouvement communiste international.

## Prémices

### Racines géopolitiques
L’alliance de 1950 entre Staline et Mao était fondée sur l'hostilité commune vis-à-vis des États-Unis. Cependant, le poids du passé allait peu à peu désagréger cette alliance.
En effet, au cours de la Seconde Guerre mondiale, Staline pressa Mao de s’allier avec Tchang Kaï-chek pour combattre le Japon. Une fois la paix revenue, les Soviétiques lui conseillèrent de ne pas tenter de renverser le régime mais de négocier plutôt avec Tchang : ce dernier, au milieu de l’année 1945, avait en effet obtenu de l'URSS un « traité d'amitié et d’alliance ». Staline soutiendra Tchang jusqu'à ce que sa défaite soit certaine, parce qu'il ne souhaitait pas voir s'installer sur le flanc sud-est de l'URSS un puissant État socialiste. Dans cet esprit, Khrouchtchev refuse d’accorder à la Chine, deux fois et demie plus peuplée, l'assistance nécessaire à la construction d'armes nucléaires ; enfin, l’URSS entend garder seule la maîtrise du mouvement communiste international, quoi qu’en pensent les Chinois.
En 1960, la Chine sort du siècle d’humiliations infligées par les Européens, Russes compris : Mao n’admet donc pas de tutelle soviétique sur son pays qui serait à ses yeux une tutelle européenne de plus. Il entend exercer à parité avec l’URSS la direction du mouvement communiste international. D’autre part, en Chine, la Russie est surnommée « le pays de la faim » et est méprisée par l’opinion publique. C'est l'un des facteurs à l'origine de la rupture.
Aussi, quand la détente avec les États-Unis est à l'ordre du jour, par principe, Mao adopte la position inverse. Nikita Khrouchtchev pense que la paranoïa de Staline a élevé à un niveau dangereux l'affrontement avec les États-Unis. Il veut bénéficier de la technologie occidentale pour rattraper le retard de la Russie sur l’Ouest. Mao ignore tout de l’Occident, s'illusionne beaucoup sur la puissance du camp socialiste et s'enorgueillit d'une Chine en pleine expansion démographique.
La publication dans Le Quotidien du Peuple du 22 avril 1960 d’une série d’articles intitulée Vive le Léninisme, qui met ouvertement en cause la direction soviétique, rend le conflit ouvert.
Dans un premier temps, le conflit reste entre partis communistes, mais, dès 1962, il prend une dimension géopolitique sans l'avouer quand le gouvernement chinois célèbre avec éclat le huitième centenaire de la naissance de Gengis Khan, en pleine dispute officielle entre les deux pays, puis, à partir de février 1964, il devient un conflit entre États. En effet, dans une interview à un journal japonais, Mao revendique officiellement toute une partie du territoire de l’URSS, du Baïkal au Kamtchatka. 
L'amiral Raoul Castex, dans un article prémonitoire publié dans la Revue de la Défense nationale, en février 1955, intitulé Moscou, rempart de l'Occident,  avait anticipé ce conflit, dans lequel il théorise la montée en puissance de la Chine et sa rivalité à venir avec la Russie et les Occidentaux ; il conclut l'article par un dialogue entre Anthony Eden, secrétaire au Foreign Office et Molotov, ministre des Affaires étrangères soviétique, au moment de la signature des accords de Genève en 1954, par lequel Molotov dit à Eden, à propos des Chinois : « ils ne pensent pas comme nous ! ».

### Racines idéologiques
Les divergences doctrinales remontent aux années 1930, à l’époque où les communistes chinois, conduits par Mao Zedong, mènent simultanément une guerre de résistance contre les Japonais et une guerre civile qui les opposaient au Kuomintang, le parti nationaliste de Tchang Kaï-chek. Mao choisit de rester sourd aux conseils et aux instructions de Staline et du Komintern sur la manière de mener la révolution en Chine. La doctrine marxiste-léniniste orthodoxe, considérée alors comme un dogme incontestable en Union soviétique, repose sur l’action des classes urbaines populaires, lesquelles n’existent pratiquement pas en Chine. Mao rejette cette vision des choses et choisit de s’appuyer sur la paysannerie.

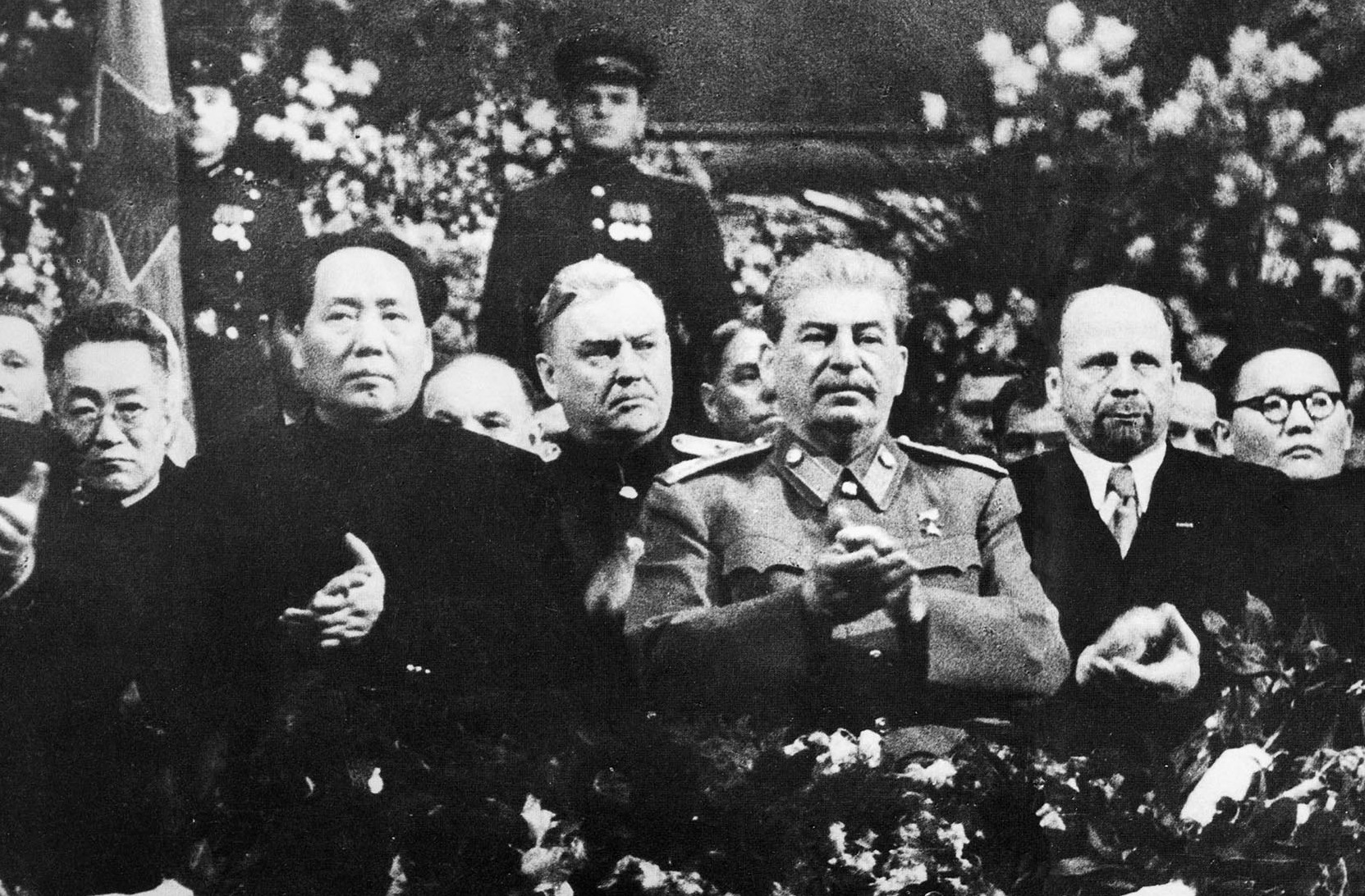
Mao et Staline en 1949.

Mao, qui accueille poliment les instructions de Staline, les ignore complètement en pratique : après avoir chassé les derniers partisans du Kuomintang de la Chine continentale (qui se réfugient à Taïwan), il proclame officiellement la république populaire de Chine en octobre 1949. Les tensions avec l'URSS sont apaisées à l’occasion d’une visite de deux mois effectuée par Mao à Moscou qui se solde par la signature d’un traité limité d’assistance mutuelle, notamment en cas d’agression japonaise.
Assistée de nombreux conseillers russes, la Chine des années 1950 embrasse le modèle soviétique de développement, avec d’une part un accent prononcé sur l’industrie lourde, rendu financièrement possible par l’exploitation des paysans, et d’autre part la marginalisation des biens de consommation. Cependant, dès la fin de la décennie, Mao a commencé à développer ses propres idées sur la manière de faire entrer la Chine dans le communisme (au sens marxiste du terme) aussi vite que possible, à travers notamment une mobilisation massive de la main d’œuvre ; cette théorie donnera naissance au « Grand Bond en avant ».

### La mort de Staline
Entre-temps, la mort de Staline, survenue en 1953, a changé la donne dans le monde communiste. Mao, bien qu’il ait toujours ignoré les directives de Staline, reconnaissait cependant ce dernier comme le dirigeant incontestable du mouvement communiste international. À la mort du dirigeant soviétique, Mao se considère en quelque sorte comme le nouveau doyen et le successeur légitime dans la prise en charge de ce rôle symbolique. Il conçoit de ce fait un certain ressentiment envers les nouvelles têtes du régime soviétique, en particulier Gueorgui Malenkov et Nikita Khrouchtchev, hostiles à cette vision des choses. L’URSS cherche à l’amadouer lors d’une visite officielle de Khrouchtchev en 1954, lequel accorde le retour de la base navale de Dalian (Port-Arthur) à la Chine et jette les bases d’une coopération économique plus étroite entre les deux pays.

### Le rapport Khrouchtchev
Mao ne s’oppose pas ouvertement à Khrouchtchev lorsque ce dernier, à l’occasion du XXe congrès du Parti communiste d'Union soviétique en 1956, dénonce les exactions de son prédécesseur, ni même quand les relations diplomatiques avec la Yougoslavie de Tito furent rétablies, après avoir été rompues par Staline en 1947. Le nouveau dirigeant soviétique, au-delà de son rejet de l’autoritarisme stalinien, annonce la dissolution du Kominform et cherche à minimiser la thèse marxiste-léniniste qui prévoyait un conflit armé inéluctable entre socialisme et capitalisme. Mao, qui ne peut accepter cette nouvelle attitude de la part de son voisin, a le sentiment croissant que l’Union soviétique s’éloigne de plus en plus du « véritable » marxisme-léninisme et n'a plus la volonté d'agir pour le triomphe mondial de cette idéologie. Le discours maoïste revendique dès lors, avec constance, une position « anti-révisionniste ». Dès 1959, tous les éléments sont donc en place pour une rupture entre les deux puissances communistes.

## Dégradation (1959-1965)

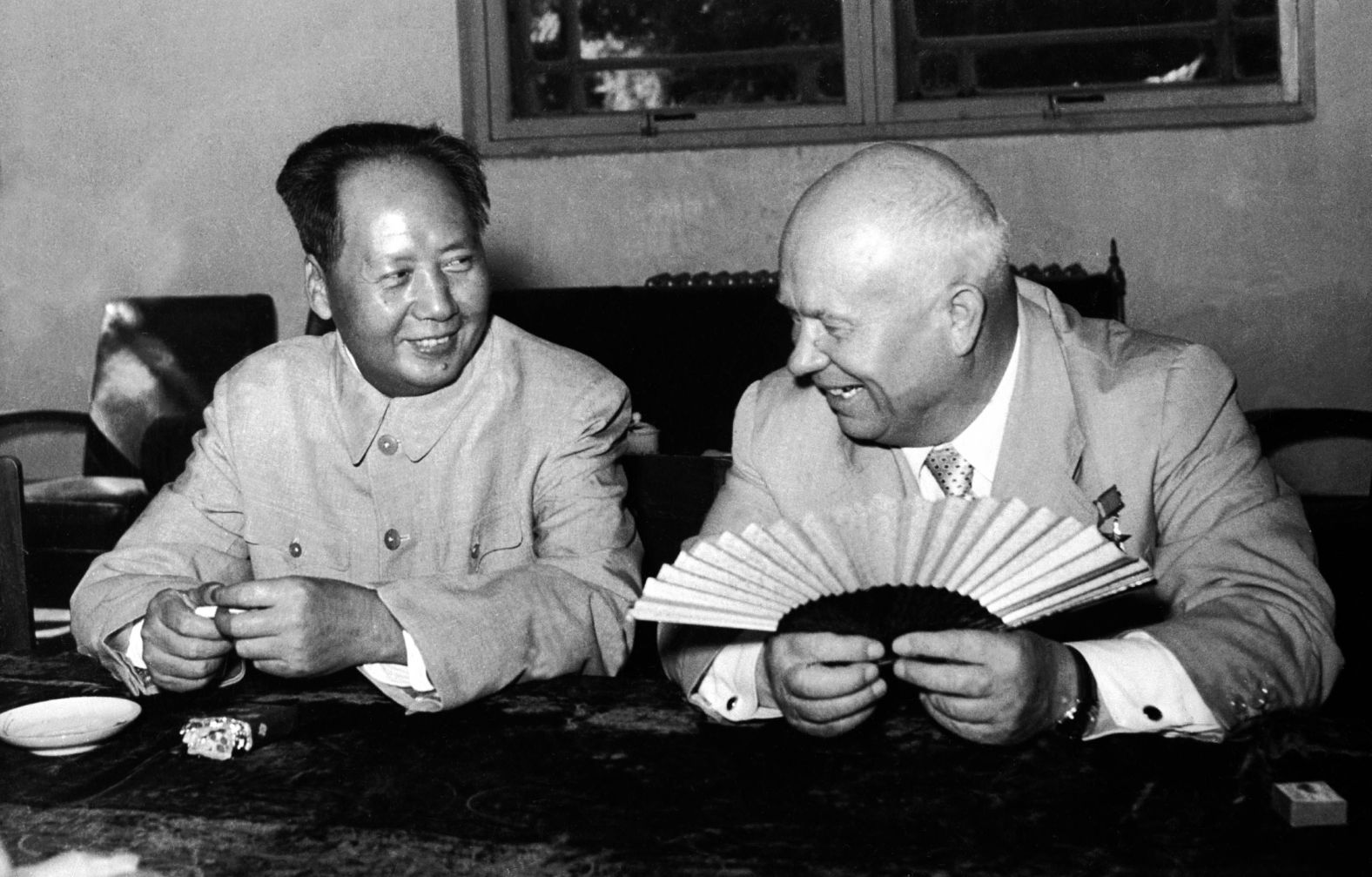
Khrouchtchev et Mao en 1958

En 1959, un sommet diplomatique réunit Khrouchtchev avec le président des États-Unis, Dwight Eisenhower. Les Soviétiques, inquiets du Grand bond en avant engagé par la Chine, s'efforcent de diminuer la tension avec le bloc de l'Ouest et reviennent sur leur promesse d'aider la Chine à développer la bombe atomique.
Ces décisions offensent grandement Mao et les autres dirigeants du Parti communiste chinois, qui jugent Khrouchtchev trop conciliant avec l'Ouest. Du point de vue soviétique, ces mesures prudentes se justifient par le contexte international et la menace d'un conflit nucléaire généralisé : dès la fin des années 1950, les États-Unis et l'URSS disposent en effet chacun d'arsenaux très importants. Khrouchtchev ne veut aucunement rendre la situation encore plus instable en offrant la bombe nucléaire à la Chine, et il considère le Grand bond en avant comme la preuve que Mao n'était pas un vrai marxiste.
Un autre facteur de tension survient au sujet d'une affaire interne à la Chine : le Grand bond en avant s'avère un échec, et les rivaux de Mao au parti, Liu Shaoqi et Deng Xiaoping, projettent donc de renverser Mao. L'échec du complot permet à Mao de dépeindre les conjurés comme des agents au service d'une puissance étrangère (en l'occurrence l'Union Soviétique) et donc  de mobiliser le sentiment nationaliste chinois.
L'affaire Peng mine ainsi les relations entre les deux frères, mais plus encore, c'est le voyage de Khrouchtchev aux États-Unis, où il change de politique diplomatique en prônant la coexistence pacifique avec l'impérialisme. Ce voyage affirme le rôle des États-Unis et de l'Union soviétique comme les deux superpuissances pour éviter le conflit nucléaire et jouer le rôle d'arbitre du monde. Pour le dixième anniversaire de la république populaire de Chine, Khrouchtchev se rend à Pékin, où il se retrouve en plein dans le conflit sino-indien sur les frontières. Ce conflit ne plaît pas à l’URSS car il risque de miner son processus de coexistence pacifique. Khrouchtchev a l'impression que Mao avait planifié ce conflit pour que l'URSS se trouve contrainte de soutenir la Chine. Cela illustre bien le degré de défiance du côté soviétique.
La détérioration des relations avec Moscou conduit au retrait de leur assistance technique pendant l'été 1960 (retrait brutal de 1 390 techniciens) et cessation de l'aide en juillet 1960. Ce retrait a des conséquences graves sur l'économie chinoise parce que leur assistance est encore cruciale pour de nombreux projets en cours, détournant également l'attention de Pékin du désastre économique qui sévit dans les campagnes et retardant les mesures d'urgence. Moscou attendra cependant que la rupture avec Pékin soit officielle pour dénoncer la faillite du Grand Bond en avant.
Pendant un temps, la tension entre les deux pays reste indirecte en s'exerçant par pays interposés, les Chinois dénonçant la république fédérale populaire de Yougoslavie de Tito et l'URSS, de son tour, dénonçant le principal allié de la Chine, la république populaire d'Albanie d'Enver Hoxha. Toutefois, la rupture devient publique en juin 1960 à l'occasion d'un congrès du Parti communiste roumain, lorsque Khrouchtchev et le représentant chinois Peng Zhen s'affrontent ouvertement. Khrouchtchev traite Mao de nationaliste, d'aventurier et de déviationniste. Les Chinois, quant à eux, accusent Khrouchtchev de révisionnisme et critiquent son comportement « patriarcal, arbitraire et tyrannique ». La délégation soviétique fait suite à cette altercation en distribuant aux membres de la conférence une lettre de 80 pages, dénonçant la position chinoise.
Lors d'une réunion de 81 partis communistes à Moscou, en novembre 1960, les représentants de la Chine ont des discussions très tendues avec les Soviétiques et la plupart des autres délégations, mais un compromis est finalement négocié, évitant la rupture formelle. Néanmoins, les désaccords réapparaissent dès le XXIIe Congrès du Parti communiste soviétique, tenu en octobre 1961. En décembre, l'Union soviétique rompt les relations diplomatiques avec la république populaire d'Albanie en guise de représailles contre la Chine, dont l'Albanie était un allié proche sur le plan militaire. L'Albanie sera alors pendant quelques années le seul allié de la Chine en Europe.
Au cours de 1962, le contexte international cause la rupture définitive entre l'Union soviétique et la Chine. Mao ne cachait pas ses critiques à propos du repli de Khrouchtchev lors de la crise des missiles de Cuba, qu'il qualifiait de « capitulation ». L'intéressé répliqua que l'attitude de Mao aurait conduit à une guerre nucléaire. À la même période, les Soviétiques apportèrent leur soutien à l'Inde lors de la guerre sino-indienne. Ces événements furent suivis par une mise au point idéologique des deux côtés, équivalant à un acte de séparation : les Chinois publièrent La proposition du parti communiste chinois concernant la ligne générale du mouvement communiste international en juin 1963. Les Soviétiques répondirent par une Lettre ouverte au Parti Communiste de l’Union soviétique. Ce fut la dernière communication formelle entre les deux camps.
En juillet 1963, l'URSS donne son accord pour signer avec les États-Unis et le Royaume-Uni le traité d'interdiction partielle des essais nucléaires, condamne les efforts chinois pour développer la bombe et devient l'un des ennemis de la Chine, qui se définit alors comme le seul pays détenant la vérité du communisme et qualifie les autres de révisionnistes.
Dès 1964, Mao soutint qu'une contre-révolution avait eu lieu en Union soviétique et que le capitalisme y avait été réinstauré. Les relations entre le Parti communiste chinois et le Parti communiste de l'Union soviétique furent rompues, tout comme celles avec les partis communistes des autres pays du pacte de Varsovie. Dans une interview à un journal japonais, Sekai Siuho, le 11 août 1964, Mao rouvrit le problèmes des frontières de la Chine et apporta son soutien officiel aux revendications japonaises sur les îles Kouriles : le conflit passait d'un conflit entre partis à un conflit entre États. Après l'essai 596 (nommé justement d'après la non-coopération de Khroutchev), qui fit confirmer que la Chine est devenue une puissance nucléaire, Mao déclara que la rupture avec Moscou durera encore 10 000 ans.
Une brève pause dans les tensions survint après la chute de Khrouchtchev, en octobre 1964. En novembre, le Premier ministre chinois, Zhou Enlai, se rendit à Moscou pour s'y entretenir avec les nouveaux dirigeants, Léonid Brejnev et Alexis Kossyguine. Toutefois, il acquit vite la certitude que les Soviétiques n'entendaient pas changer de position, ce qui amena Mao à dénoncer la perpétuation d'un « khrouchtchevisme sans Khrouchtchev ».

### Réactions internationales
Très vite, les principaux dirigeants occidentaux évaluèrent à sa juste mesure le conflit sino-soviétique, qui deviendra un des conflits géopolitiques majeurs des années 1960, avec le conflit israélo-arabe et la guerre du Vietnam. Henry Kissinger, qui travaillait alors pour un think tank américain, rapporte que le chancelier de la République fédérale d'Allemagne, Konrad Adenauer, le Premier ministre du Royaume-Uni, Harold Macmillan, et le président de la République française, Charles de Gaulle, avertirent tout de suite les Américains de la gravité du conflit et que les causes étaient davantage historiques et géopolitiques qu'idéologiques. Adenauer dit même à Kissinger qu'il ne pouvait pas aborder le sujet en public car il craignait de se faire accuser par les Soviétiques de chercher une alliance de revers pour remettre en question les frontières de l'Allemagne, qui dataient de la fin de la Seconde Guerre mondiale. Cependant, le Département d'État des États-Unis continua de privilégier le prisme idéologique et ne voyait dans ce conflit qu'une querelle d'exégètes marxistes. La guerre du Vietnam, dans laquelle la Chine et l'Union soviétique maintenaient une position commune hostile aux États-Unis, explique cette interprétation américaine. Richard Nixon, qui deviendra président des États-Unis, dans un article dans la revue Foreign Affairs publié en 1967, fut le premier homme politique américain à modifier son analyse en préconisant un rapprochement avec la Chine.

## De la rupture à l'affrontement (1965-1976)

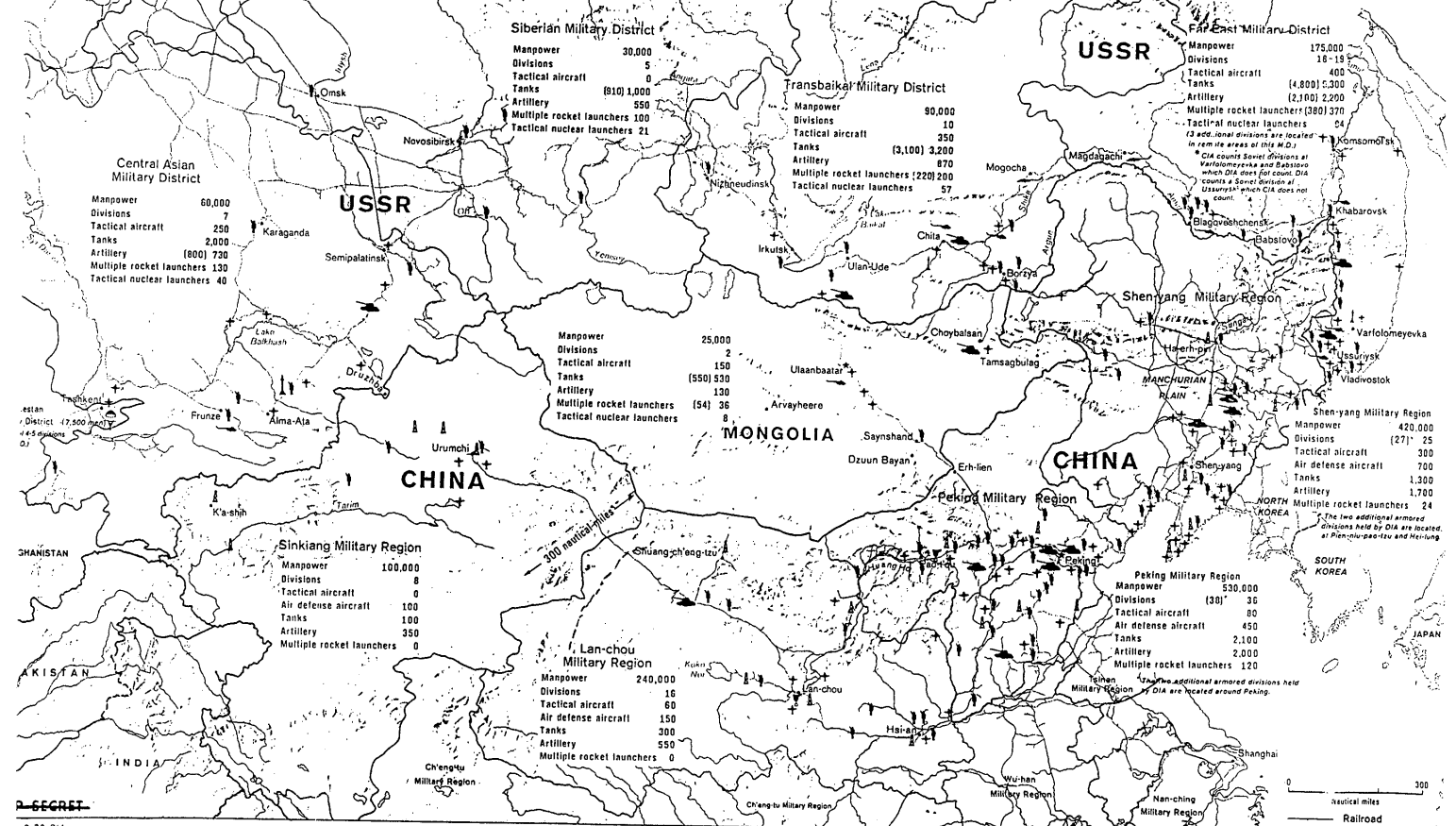
Forces militaires le long de la frontière sino-soviétique selon une National Intelligence Estimate de 1973.

La rupture sino-soviétique après 1965 devint un fait établi, et le début de la révolution culturelle de Mao acheva de couper tous les contacts entre les deux pays et entre la république populaire de Chine et la plupart du reste du monde. La seule exception à ce gel généralisé des relations fut l'autorisation chinoise de faire transiter des armes soviétiques par son territoire pour soutenir la république démocratique du Viêt Nam communiste dans sa lutte contre la république du Viêt Nam et les États-Unis, même si les Chinois et les Soviétiques soutenaient des factions et des stratégies différentes : la guérilla pour les premiers et une guerre plus conventionnelle pour les seconds.
En dehors des Albanais, le seul soutien officiel et significatif de la Chine pendant la révolution culturelle vint du Parti communiste d'Indonésie, qui fut d’ailleurs détruit à la suite des massacres après la tentative de coup d’État de 1965. L'isolement de la Chine n'empêcha toutefois pas la formation de partis maoïstes dans de nombreux pays.
L'affrontement sino-soviétique tournait désormais à un affrontement direct entre les deux États. En janvier 1967, les gardes rouges chinois firent le siège de l'ambassade soviétique à Pékin. Les relations diplomatiques ne furent jamais formellement rompues, mais elles connurent une véritable période de gel. La Chine en profita pour raviver la question de la frontière sino-soviétique, dont le tracé, imposé autrefois par la Russie tsariste à la très affaiblie dynastie Qing, remontait à des traités du XIXe siècle. La Chine ne formula aucune revendication territoriale spécifique mais insista pour que l'URSS reconnût l’injustice de ces traités, ce qui fut refusé catégoriquement.
L'année suivante, la révolution culturelle connut son paroxysme et créa dans certaines parties du pays des situations proches de la guerre civile. L'ordre ne fut partiellement rétabli qu'en août, après que Mao eut recours à l’armée. Par la suite, les excès tendirent à s’estomper, et Mao s’était rendu compte à quel point la Chine était devenue stratégiquement isolée et vulnérable.
En 1968, les Soviétiques opérèrent un redéploiement massif de leurs troupes le long de la frontière chinoise, en particulier face au Xinjiang, où le séparatisme des populations d'origine turque pouvait être facilement encouragé. Dès la fin de l’année, l’URSS avait amassé sur la frontière 25 divisions de l'Armée rouge, 1 200 avions et 120 missiles de moyenne portée. Bien que la Chine eût fait exploser sa première bombe atomique en 1964 à Lop Nor lors du test 596, la puissance militaire de l'Armée populaire de libération ne pouvait se comparer à celle de son voisin soviétique. Le point culminant de la rupture fut atteint avec le conflit frontalier sino-soviétique, une série d'incidents armés le long du fleuve Oussouri en mars 1969, qui furent suivis par d’autres en août.
De nombreux observateurs internationaux prédirent la guerre. Le journaliste américain Harrison Salisbury publia un livre intitulé La prochaine guerre entre la Russie et la Chine, et des sources soviétiques attestent qu'une attaque nucléaire contre Lop Nor fut envisagée. Richard Hems, directeur de la CIA avertit Kissinger du sondage soviétique auprès des pays socialistes d'Europe pour une attaque préventive soviétique contre les installations nucléaires chinoises. Le journaliste soviétique Victor Louis, porte-parole "officieux" du KGB fit courir le bruit à Moscou la même année. Dans ses mémoires, A la Maison-Blanche, Kissinger écrit qu'en janvier 1969, Nixon fut consulté par les Soviétiques sur une éventuelle frappe préventive sur les installations nucléaires chinoises, ce qu'il refusa. Néanmoins les incidents frontaliers ne connurent pas de suite, les deux camps ayant décidé de jouer la carte de l'apaisement. En septembre 1969, Alexeï Kossyguine se rendit secrètement à Pékin pour s’y entretenir avec Zhou Enlai. En octobre, des pourparlers sur la question frontalière furent ouverts.  Aucun accord ne fut atteint, mais ces réunions permirent le retour d’un minimum d'échanges diplomatiques.
Dès 1970, Mao avait réalisé qu'il ne pouvait plus se permettre de se confronter simultanément à l'Union soviétique et aux États-Unis, tout en s'attaquant aux problèmes internes du pays. Au cours de cette année, bien que la guerre du Viêt Nam et le sentiment antiaméricain en Chine soient tous les deux à leur apogée, il choisit de se rapprocher des États-Unis. La proximité géographique de l'URSS posait, selon Mao, une menace bien plus grande que celle des Américains.
En juillet 1971, Kissinger se rendit dans le plus grand secret à Pékin pour y jeter les bases de la visite programmée de Nixon février 1972. Les Soviétiques, furieux, organisèrent rapidement leur propre sommet avec Nixon pour établir ainsi une relation triangulaire entre Washington, Pékin et Moscou. Cette nouvelle donne diplomatique, aux effets apaisants, mit un terme à la pire période d'affrontement sino-soviétique.
Au cours des années 1970, la rivalité entre la Chine et l'Union soviétique au Moyen-Orient, fit en sorte que les deux géants communistes soutenaient et finançaient des partis, des mouvements et des États différents. Cela contribua notamment à alimenter le conflit entre l'Éthiopie et la Somalie, les guerres civiles en Angola et au Mozambique et les rivalités entre certains mouvements radicaux en Palestine. Contrairement aux Soviétiques, les Chinois n’allèrent jamais jusqu’à envoyer des troupes sur ces zones de combats mais contribuèrent à maintenir l’instabilité. Pékin soutint aussi le régime d'Augusto Pinochet au Chili après sa prise de pouvoir au coup d'état en septembre 1973 contre Salvador Allende, un président pro-soviétique[source ?].
De plus, en 1978, le chah de l'Iran fut soutenu par la Chine puisqu'elle voyait la révolution iranienne comme pro-soviétique.

## Compétition des hégémonies (1976-1991)

### Chute de Lin Biao et l'alliance de fait de la Chine avec les États-Unis (1976-1989)
La chute de Lin Biao en 1971 symbolise la fin de la phase la plus radicale de la révolution culturelle. Successeur désigné de Mao, ministre de la Défense et vice-président du Parti communiste, Lin Biao s'oppose au rapprochement avec les États-Unis et est soupçonné de vouloir prendre le pouvoir. Évincé le 13 septembre 1971, il meurt en tentant de s'enfuir par avion en URSS avec sa famille.
De ce moment à la mort de Mao en 1976, la Chine connut un retour progressif vers un régime communiste « standard ». Cet apaisement international et l'alliance de fait avec les États-Unis ont  pour conséquences directes la fin de la tension armée avec l’Union soviétique mais non le dégel des relations politiques. L'Armée rouge soviétique continuait de renforcer ses positions sur la frontière, et en 1973, les troupes furent deux fois plus nombreuses qu'en 1969. Les Chinois continuèrent à dénoncer l’« impérialisme social soviétique » et à accuser leur voisin de se poser en ennemi de la révolution mondiale, mais les Chinois, depuis 1972, cessent tout soutien aux groupes révolutionnaires et se prononcent en faveur d'une paix négociée dans la guerre du Viêt Nam.
La tendance à l'apaisement s'accéléra après la mort de Mao, avec la chute des radicaux de la « Bande des Quatre » et le début des réformes économiques massives entreprises par Deng Xiaoping. Allant à contre-pied de la politique maoïste, celui-ci entama une transition vers une économie libre de marché. Dès les années 1980, le choix pragmatique de Deng Xiaoping consistant à « rechercher la vérité à partir des faits » et à poursuivre la « voie chinoise vers le socialisme » désengagea fortement la Chine des querelles doctrinales, et la dénonciation du révisionnisme soviétique cessa.
Dans les années qui suivirent la mort de Mao, la rivalité entre la Chine et l'Union soviétique porta ainsi beaucoup moins sur des polémiques liées à leurs politiques internes que sur des questions internationales où leurs intérêts nationaux divergeaient. Selon Deng Xiaoping, trois obstacles majeurs empêchaient toute normalisation :
- Le premier affrontement majeur eut lieu à propos des pays issus de l’Indochine française. À la fin de la guerre du Viêt Nam en 1975, la région comptait deux régimes pro-soviétiques, le Viêt Nam et le Laos, et un régime pro-chinois, les Khmers rouges au Cambodge. Les Vietnamiens, enclins au départ à tolérer les agissements meurtriers de Pol Pot, finirent par envahir le Cambodge en 1978 et renverser le régime du dictateur pour mettre un terme à la persécution des minorités ethniques vietnamiennes. Les Chinois dénoncèrent furieusement cette intervention et lancèrent une invasion « punitive » du nord du Viêt Nam. Cela déclencha ainsi la guerre sino-vietnamienne. L'URSS condamna à son tour l'action de la Chine mais n'entreprit aucune initiative militaire.

- De plus, en 1979, l’Union soviétique envahit l'Afghanistan, où le régime communiste fut sur le point d’être renversé. Le gouvernement chinois, y voyant une tentative d'encerclement de son territoire, s'allia avec les États-Unis et le Pakistan pour soutenir les mouvements de résistance islamistes et contrecarrer l'invasion soviétique. Cette manœuvre se révéla très efficace, et l'enlisement des Russes dans une guerre interminable contribua beaucoup à l'affaiblissement général du système soviétique. La Chine dès janvier 1980 annonça qu'elle boycotterait les Jeux olympiques de Moscou.

- Enfin, l'URSS maintenait toujours une pression militaire importante sur la frontière nord de la Chine (25 divisions, 1200 avions de combat et 120 missiles nucléaires).

En 1982, peu avant sa mort, Léonid Brejnev fit à Bakou un discours relativement conciliant envers la Chine. Ce discours ouvrit la voie à la venue d’une délégation chinoise lors de ses funérailles et à un certain apaisement des relations. À la différence de la situation en Afghanistan, dont la révolution était toute récente (avril 1978), la crise polonaise caractérisée par la légalisation obligée du syndicat autonome Solidarność (Solidarité) à l'été 1980 pouvait tout autant mettre en cause la légitimité avant-gardiste du Parti communiste chinois que celle du Parti ouvrier unifié polonais et du Parti communiste de l'Union soviétique. Cela amena la presse chinoise à manifester une grande prudence sur cette très longue crise et sur l'état de siège, décidé par le général Wojciech Jaruzelski, en décembre 1981. Enfin les deux états convergèrent en avril 1982 lors de la guerre des Malouines : au conseil de sécurité de l'ONU ils s'abstinrent quand les États-Unis et la France votèrent avec le Royaume-Uni contre le droit de l'Argentine à reprendre par la force aux Britanniques le territoire des Malouines, qu'elle n'avait pu obtenir pendant dix-sept ans par la négociation. La mort de Brejnev confirma le processus dans le domaine des échanges commerciaux. La Chine cessa également de s'opposer systématiquement à l'URSS dans le monde. Ainsi en 1983 reconnut-elle en Angola le MPLA, parti marxiste au pouvoir, soutenu par la communauté des pays socialistes et rompit-elle avec l'UNITA et le FNLA.

### Normalisation de la Chine avec l'Union soviétique (1985-1991)
Lorsque Mikhaïl Gorbatchev prit la tête de l'URSS en 1985, il s'attacha à accentuer le processus de normalisation des relations de l'URSS et de la Chine. Les forces militaires soviétiques présentes sur la frontière furent considérablement réduites, les échanges commerciaux s'accentuèrent et la question frontalière fut rapidement oubliée. Le retrait de l'Armée rouge de l'Afghanistan mit un terme à un contentieux majeur entre les deux États. Cependant, les divergences idéologiques des années 1960 restaient non résolues, ce qui empêcha la reprise de relations officielles entre les deux partis communistes. Les relations furent certes améliorées mais toujours assez froides, ce qui incita de nombreux conseillers du président américain Ronald Reagan à considérer la Chine comme un contrepoids idéal à la puissance soviétique. Il en résulta une aide militaire des États-Unis à l'armée chinoise.
Pour cimenter le renouveau des relations sino-soviétiques, Gorbatchev se rendit en Chine en mai 1989. La conséquence inattendue de ce voyage fut que les nombreux journalistes présents pour cette visite purent également assurer une importante couverture médiatique des manifestations de la place Tian'anmen et de la répression qui s'ensuivit.
Le gouvernement chinois resta circonspect sur les réformes qui furent lancées par Gorbatchev mais sans éviter la chute de l'Union soviétique en 1991. Puisque la Chine ne reconnaissait pas formellement l’URSS comme un État partenaire socialiste, le pays n’avait aucune position officielle sur la façon dont Gorbatchev devait réformer son pays. Toutefois, les dirigeants chinois jugèrent insensé d’engager des réformes politiques avant des réformes économiques, à l'opposé de Deng Xiaoping, qui avait ainsi réussi à conserver au Parti communiste chinois toute son autorité.

## Conclusion
La chute de l'Union soviétique a mis un terme à la rupture sino-soviétique. Plutôt que d'une invasion soviétique massive, le gouvernement de la Chine s'inquiète désormais davantage d'une possible initiative des États-Unis en faveur de l'indépendance de Taïwan. De la même manière, la Russie affaiblie se préoccupe surtout des initiatives américaines comme l'expansion de l'OTAN en Europe de l'Est et l'intervention dans la guerre en Yougoslavie. Aux États-Unis, bien loin de la théorie du contrepoids à la Russie, on considère maintenant la Chine comme un inéluctable adversaire. Tous ces nouveaux éléments du contexte international ont poussé la Russie et la Chine à resserrer leurs liens afin de contrer la puissance américaine. En 1993, les deux pays signent un traité pour délimiter formellement leurs frontières et mettre un terme à l’ensemble de leurs contentieux.
Au début du XXIe siècle, la Russie et la Chine ont engagé un rapport différent de celui entretenu en contexte soviétique. 
Cependant, l'origine géopolitique du conflit sino-soviétique demeure et seule l'hyperpuissance américaine du post-communisme explique ce rapprochement : la réflexion de Molotov à Eden sur le mode de pensée des Chinois, lors de la conférence de Genève, demeure présente.